# Tillabéri (stad)
Tillabéri is een stad in Niger en de hoofdstad van het gelijknamige departement.
In 2012 telde Tillabéri 47.700 inwoners. De plaats ligt aan de rivier de Niger, 120 km ten noordwesten van Niamey. Tillabéri is een belangrijke marktplaats en administratief centrum.

## Geografie
Tillabéri ligt in de zuidelijke Sahelzone aan de Niger, ongeveer 120 kilometer van de hoofdstad Niamey verwijderd. De buurgemeenten zijn Sinder in het noorden, Sakoïra in het oosten, Kourteye in het zuiden en Gothèye in het westen. 
De gemeente is verdeeld in zes stadswijken, negen administratieve dorpen en een aantal gehuchten.
De stedelijke assen waarlangs het openbare en economische leven is geconcentreerd, zijn de autoweg N1 die van Niamey naar Mali door Tillabéri verloopt, en de rivieroever. Ten noorden van het stadscentrum van Tillabéri („Groot-Tilla“) ligt Tillakaïna („Klein-Tilla“), al in de 19e eeuw vielen deze twee onder één dorpshoofd.
De stad en omgeving hebben een woestijnklimaat. De warmste maanden zijn april en mei, met een gemiddeld maximum overdag van ruim 41°C. December en januari zijn het minst heet met maxima van 32-33°C. De gemiddelde jaarlijkse neerslag bedraagt 398 mm, de grootste hoeveelheid valt in augustus met 143 mm. Ondanks dat is er door de hoge verdamping sprake van een woestijnklimaat. Van november t/m februari valt geen regen en waait de harmattan.

## Geschiedenis

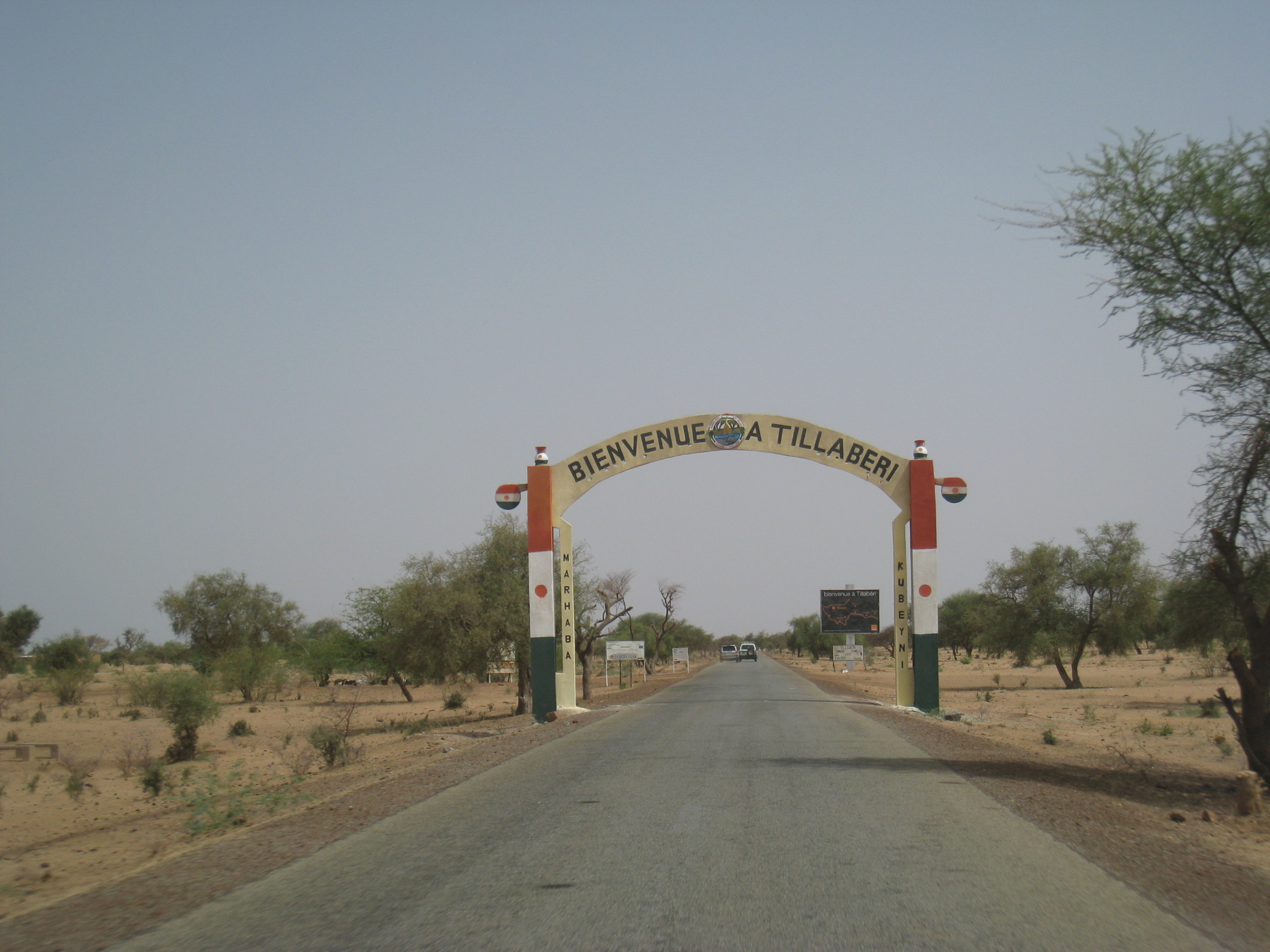
Toegangsweg met Franstalig welkomstbord

Tillabéri werd rond 1810 door een Songhai genaamd Songantcha Yacouba gesticht. De streek kwam in 1899 onder controle van Frans militair bestuur. In 1908 werd Tillabéri het bestuurscentrum van een gebied in het militaire territorium Niger, dat zich over de latere departementen Tillabéri en Téra uitstrekte en vanaf 1901 vanuit Doulsou werd bestuurd. Tillabéri kreeg in 1988 de status van zelfstandige gemeente. 
Bij overstromingen in het jaar 2008 werden meer dan 140 huizen verwoest en 180 akkers overstroomden. Hierdoor werden 1900 inwoners getroffen.

## Bevolking
Bij de volkstelling van 1977 had Tillabéri 5.270 inwoners, in 1988 was dat aantal 8.377 en in 2001 16.181 inwoners. In 2012, nadat het gebied van de gemeente was uitgebreid, waren er 47.700 inwoners. Tillabéri hoort tot de belangrijkste vestigingsgebieden van de Songhai in Niger, net als de gemeente Méhana en het dorp Wanzerbé in de gemeente Gorouol.

## Economie en Infrastructuur

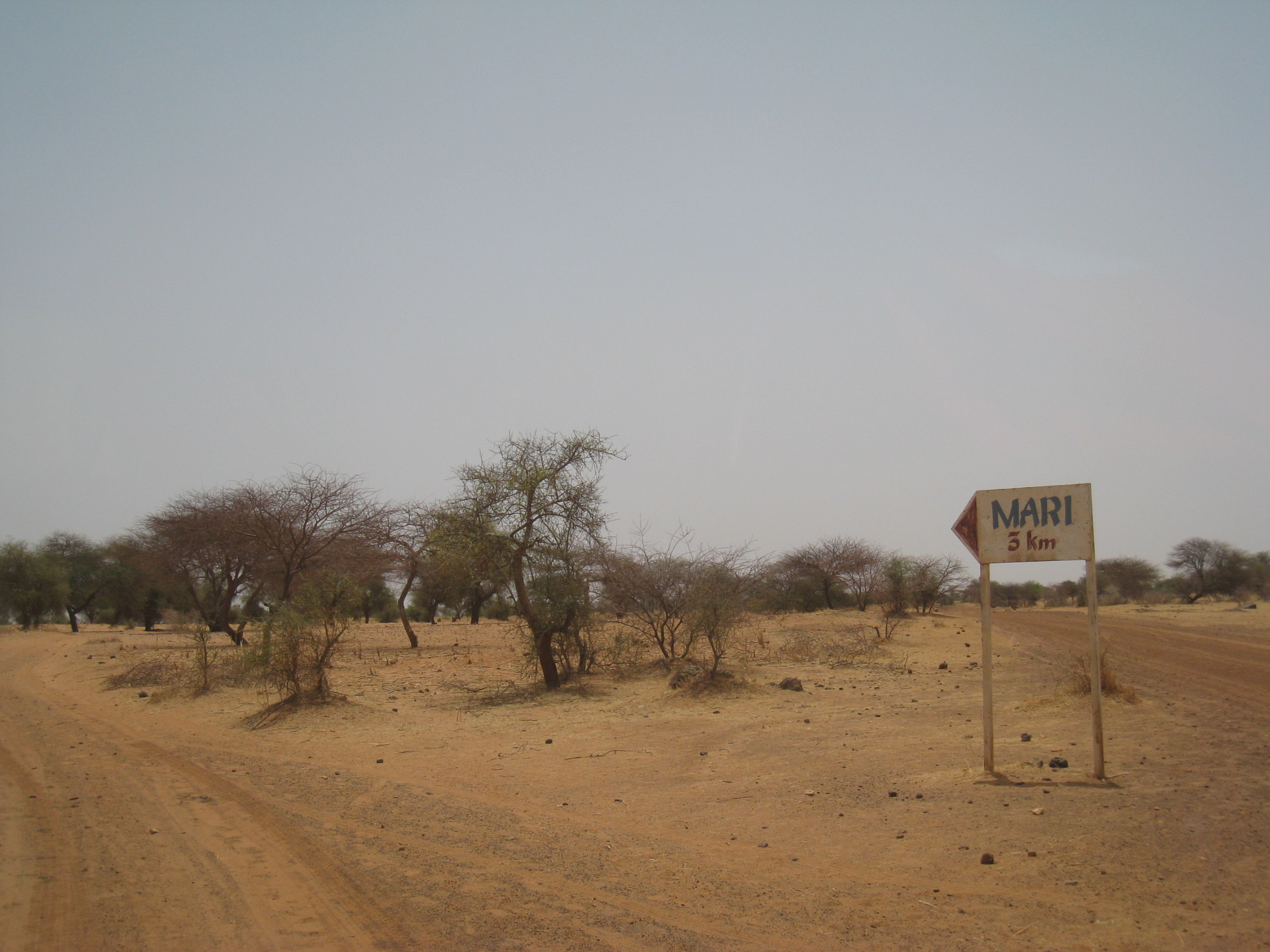
Wegwijzer naar het tot de gemeente horende dorp Mari

Iedere zondag wordt er een levensmiddelenmarkt en een veemarkt gehouden, beide aan de doorgaande weg. In Tillabéri bevinden zich een postkantoor en een hotel, maar geen banken. In de omgeving wordt rijst verbouwd.
Er zijn 34 basisscholen, waaronder een privéschool. De stad beschikt over een civiele rechtbank.
Nabij de stad ligt een vliegveld met onverharde baan. Er is autobusvervoer naar Niamey, Ayérou, en naar Asongo en Gao in Mali. Niamey is ook over de rivier bereikbaar met prauwen.